# Scaptodrosophila baseogrisea
Scaptodrosophila baseogrisea är en tvåvingeart som först beskrevs av Oswald Duda 1924.  Scaptodrosophila baseogrisea ingår i släktet Scaptodrosophila och familjen daggflugor. Inga underarter finns listade i Catalogue of Life.